# Byrdmaniax
Albums de The Byrds
(Untitled)
(1970) The Byrds' Greatest Hits Volume II
(1971)
Singles
1. I Trust (Everything Is Gonna Work Out Alright)
Sortie : 7 mai 1971
2. Glory, Glory (en)
Sortie : 20 août 1971

Byrdmaniax est le dixième album studio du groupe américain de rock The Byrds. Il est sorti en 1971 sur le label Columbia Records.
C'est le deuxième album enregistré par le quatuor de Roger McGuinn, Clarence White, Gene Parsons et Skip Battin. Les Byrds bénéficient alors d'un regain de popularité après le succès de leurs précédents disques, Ballad of Easy Rider et (Untitled), mais les nombreux concerts qu'ils doivent assurer ne leur laissent pas le temps de préparer adéquatement leur album suivant. Leur producteur Terry Melcher décide d'y ajouter des arrangements orchestraux et un chœur gospel, apparemment à leur insu.
À sa sortie, Byrdmaniax se classe no 46 des ventes aux États-Unis, mais il reçoit des critiques négatives dans la presse musicale américaine, notamment à cause des ajouts de Melcher. Il reste considéré comme l'un des pires albums de la discographie du groupe.

## Histoire

### Contexte
Après la sortie de (Untitled), en septembre 1970, les Byrds donnent de nombreux concerts pour le promouvoir durant les derniers mois de l'année 1970 et les premiers mois de 1971. Le succès rencontré par leurs deux derniers disques, (Untitled) et Ballad of Easy Rider, les incite à poursuivre leur collaboration avec le producteur Terry Melcher. Leur programme de tournée intense les empêche de préparer correctement leur prochain disque et ils n'ont pas l'opportunité de développer leurs idées autant qu'ils le voudraient.

### Enregistrement
Les séances d'enregistrement de Byrdmaniax commencent le 6 octobre 1970, trois semaines à peine après la sortie de (Untitled), et se poursuivent en janvier et mars 1971. Les Byrds enregistrent douze nouvelles chansons, ainsi qu'une nouvelle version de Kathleen's Song, un morceau prévu pour (Untitled) mais laissé de côté pour des raisons de place,.
À la fin des séances, les Byrds repartent en tournée, laissant Melcher et l'ingénieur du son Chris Hinshaw se charger du mixage de l'album. En l'absence des musiciens, les deux hommes font appel à Paul Polena pour ajouter sur plusieurs chansons des arrangements de cordes ou de cuivres et un chœur gospel. Ces ajouts, qui auraient coûté 100 000 $, auraient été effectués à l'insu des membres du groupe. En découvrant le résultat, ces derniers se plaignent à leur maison de disques Columbia Records, qui refuse d'accéder à leur demande de remixer l'album sans ces ajouts pour des raisons de budget,.
Par la suite, Melcher explique avoir été contraint de procéder à ces ajouts par la piètre qualité musicale des morceaux, qu'il attribue au dilettantisme des musiciens. Ces derniers sont furieux et n'hésitent pas à le faire savoir dans la presse.

### Parution et accueil
Byrdmaniax est publié le 23 juin 1971 aux États-Unis et le 6 août de la même année au Royaume-Uni par Columbia Records. Il se classe no 46 des ventes aux États-Unis, mais n'entre pas dans le classement des meilleures ventes au Royaume-Uni, pas plus que le single I Trust (Everything Is Gonna Work Out Alright), publié le 7 mai 1971 en conjonction avec une tournée européenne des Byrds,. Le deuxième et dernier single extrait de l'album, Glory, Glory (en), sort le 20 août et ne dépasse pas la 110e place aux États-Unis.
Dans l'ensemble, la presse musicale britannique réserve un accueil favorable à Byrdmaniax, avec des critiques positives dans Melody Maker et Record Mirror, même si Richard Green, de NME, ne partage pas cet avis. Aux États-Unis, les critiques sont incendiaires, en particulier celle de Richard Meltzer dans Rolling Stone qui compare l'album à un tas de pus et décrit les Byrds comme « un groupe ennuyeux et mort ».
Avec le recul, Byrdmaniax reste généralement considéré comme le moins bon album des Byrds par les critiques et les fans du groupe. Le journaliste David Fricke (en) estime que son principal point faible est l'absence complète des éléments caractéristiques du son des Byrds, qu'il s'agisse des harmonies vocales des membres du groupe ou de la guitare à douze cordes Rickenbacker de Roger McGuinn, noyée sous les arrangements orchestraux.

## Caractéristiques artistiques
Byrdmaniax s'ouvre sur le gospel Glory, Glory, rapporté par le batteur Gene Parsons qui l'a découvert dans le répertoire des Art Reynolds Singers. En reprenant ce morceau, l'objectif avoué du groupe et du producteur Terry Melcher est de rééditer le succès de Jesus Is Just Alright (en), un autre gospel des Art Reynolds Singers qu'ils avaient enregistré sur Ballad of Easy Rider. Néanmoins, la réussite n'est pas au rendez-vous, ce que Melcher attribue à des problèmes de production.
Quatre des onze chansons de Byrdmaniax sont écrites ou coécrites par le guitariste Roger McGuinn. La ballade acoustique Pale Blue, coécrite avec le batteur Gene Parsons, est souvent considérée comme l'un des meilleurs morceaux de l'album, avec son ambiance mélancolique et une interprétation vocale sensible. McGuinn est aussi l'auteur du single I Trust, morceaux aux accents gospel dont le titre complet, I Trust (Everything Is Gonna Work Out Alright) provient d'une phrase que le guitariste aime à répéter depuis qu'il a lu La puissance de la pensée positive de Norman Vincent Peale. Ses deux autres contributions à l'album, écrites avec le parolier Jacques Levy (en), proviennent de Gene Tryp, un projet abandonné de comédie musicale adaptée de Peer Gynt. Dans le cadre de cette comédie musicale, Kathleen's Song est censée illustrer une scène où la bien-aimée de Gene Tryp attend son retour, tandis que le pastiche ragtime I Wanna Grow Up to Be a Politician voit le héros présenter sa candidature à la présidence des États-Unis,. Sorties du contexte de Gene Tryp, ses paroles satiriques reflètent bien l'opinion de la contre-culture américaine vis-à-vis de la présidence de Richard Nixon.
Byrdmaniax inclut deux chansons humoristiques coécrites par le bassiste Skip Battin avec le producteur Kim Fowley. Tunnel of Love est un pastiche de Fats Domino avec un orgue prépondérant, tandis que Citizen Kane décrit de manière sarcastique la vie des célébrités hollywoodiennes des années 1940 et 1950,. Le troisième morceau écrit par Battin et Fowley est plus sérieux : Absolute Happiness offre une méditation d'inspiration bouddhiste sur le pouvoir de la nature,.
Gene Parsons coécrit un instrumental bluegrass avec le guitariste Clarence White, Green Apple Quick Step. Deux musiciens invités participent à son enregistrement : Byron Berline au violon et Eric White Sr. (le père de Clarence) à l'harmonica. White propose également de reprendre My Destiny, une composition de Helen Carter (en) qu'il a découvert à l'époque où il jouait du bluegrass et qu'il chante lui-même dans la version des Byrds,. C'est aussi lui qui chante le morceau final de l'album : une version de Jamaica Say You Will (en) de Jackson Browne, un jeune auteur-compositeur-interprète encore inconnu.
La réédition CD de 2000 inclut des chansons enregistrées pendant les séances de Byrdmaniax, mais écartées de l'album final. Il s'agit d'une reprise de Just Like a Woman de Bob Dylan, à laquelle les Byrds s'étaient déjà essayés pendant les séances de (Untitled), et d'une reprise de Think I'm Gonna Feel Better, une composition de l'ex-Byrds Gene Clark.

### Pochette et titre
L'album a pour titre de travail Expensive (« Onéreux ») en référence à ses coûts de production importants, mais ce clin d'œil est abandonné au profit du plus neutre Byrdmaniax. Sa pochette, conçue par Virginia Team et John Berg (le directeur artistique de Columbia Records), représente les visages des quatre membres du groupe sous la forme de masques mortuaires argentés. Ces masques sont des moulages en plâtres conçus par Mary Leonard et photographiés par Don Jim. Les critiques négatives de l'album se sont plu à voir dans cette pochette un reflet du déclin en qualité de la musique des Byrds,.

## Fiche technique

### Titres
| 1. | Glory, Glory (en) | Arthur Reynolds             | 4:03 |
| 2. | Pale Blue         | Roger McGuinn, Gene Parsons | 2:22 |
| 3. | I Trust           | Roger McGuinn               | 3:19 |
| 4. | Tunnel of Love    | Skip Battin, Kim Fowley     | 4:59 |
| 5. | Citizen Kane      | Skip Battin, Kim Fowley     | 2:36 |

| 6.  | I Wanna Grow up to Be a Politician | Roger McGuinn, Jacques Levy (en) | 2:03 |
| 7.  | Absolute Happiness                 | Skip Battin, Kim Fowley          | 2:38 |
| 8.  | Green Apple Quick Step             | Gene Parsons, Clarence White     | 1:49 |
| 9.  | My Destiny                         | Helen Carter (en)                | 3:38 |
| 10. | Kathleen's Song                    | Roger McGuinn, Jacques Lévy      | 2:40 |
| 11. | Jamaica Say You Will (en)          | Jackson Browne                   | 3:27 |

La réédition CD parue en 2000 inclut trois titres supplémentaires :
| 12. | Just Like a Woman                                                                                       | Bob Dylan                   | 3:59 |
| 13. | {Pale Blue (version alternative)                                                                        | Roger McGuinn, Gene Parsons | 2:36 |
| 14. | Think I'm Gonna Feel Better (inclut en morceau caché une version alternative de Green Apple Quick Step) | Gene Clark                  | 6:03 |

### Musiciens

#### The Byrds
- Roger McGuinn : guitare, chant
- Clarence White : guitare, mandoline, chant
- Skip Battin : basse, chant
- Gene Parsons : batterie, harmonica, banjo, chant

#### Musiciens supplémentaires
- Larry Knechtel : piano sur Glory Glory, Tunnel of Love, Citizen Kane, I Wanna Grow up to Be a Politician et My Destiny, orgue sur Tunnel of Love, Absolute Happiness et Just Like a Woman
- Terry Melcher : piano sur I Trust
- Sneaky Pete Kleinow (en) : pedal steel guitar sur I Trust et My Destiny
- Byron Berline : violon sur Green Apple Quick Step
- Eric White Sr. : harmonica sur Green Apple Quick Step
- Jimmi Seiter (en) : percussions sur Tunnel of Love, Citizen Kane, Absolute Happiness et Think I'm Gonna Feel Better
- Jackson Browne : piano sur Just Like a Woman

### Équipe de production
- Terry Melcher, Chris Hinshaw : production
- Eric Prestidge, Glen Kolotkin, Chris Hinshaw : ingénieurs du son
- Paul F. Polena : arrangements
- Virginia Team, John Berg : conception de la pochette
- Don Jim : photographie

### Classements et certifications
| Classement                 | Meilleure position |
| -------------------------- | ------------------ |
| États-Unis (Billboard 200) | 46                 |